# Георги Димитров-Гошкин
Вижте пояснителната страница за други личности с името Георги Димитров.
Георги Николов Димитров с псевдоним Гошкин е български публицист, писател и политик от Българска комунистическа партия.

## Биография
Роден е на 21 септември 1912 г. във Видин. От 1932 г. е член на БКП. Първоначално завършва гимназия в Шумен. От 1931 до 1932 г. учи славянска филология в Софийския университет. Между 1931 и 1933 г. е член на ОК на РМС и БКП в Шумен. През 1933 г. в Шумен е разкрита военна конспирация е Георги Димитров е осъден първоначално на смърт. Поради непълнолетието си присъдата е заменена с 15 г. строг тъмничен затвор. През 1936 г. е осъден за втори път, този път на 3 години затвор. През 1937 г. успява да избяга от Сливенския затвор и живее нелегално. Междувременно публикува във в. „Заря“ под псевдонима Георги Енчев, в нелегалните издания „Колективен глас“, „Млад затворник“, „Пламък и жупел“. През 1943 г. е арестуван отново и лежи в затвора до 1944 г. В периода 1944 – 1947 г. е главен редактор на в. „Народно дело“, Варна. Член е на Областния комитет на БКП във Варна. Между 1947 и 1952 г. е подпредседател на Съюза на българските журналисти. Пак в същия период преподава диалектически материализъм във ВИИИ „Н. Павлович“. От 1948 г. е член на Съюза на българските писатели, а от 1960 до 1962 г. е негов секретар.
Между 1964 и 1966 г. е главен редактор на в. „Литературен фронт“. От 1966 до 1971 г. е кандидат-член на ЦК на БКП, а от 1971 до 1990 г. и член на ЦК на БКП. Бил е председател на Комитета за приятелство и културни връзки в чужбина (1966 – 1974). Починал на 3 януари 2007 в София.
Писателят Георги Марков пише за него: „Гошкин беше човекът, чийто догматизъм бе станал нарицателен. Въпреки дръзкото му държане по време на култа, неговите убеждения и особено тяхната форма правеше от него идеалния култаджия. Той свеждаше всичко до някакви ясни само на него философски формулировки и, изглежда, нямаше нищо на света, което да може да го учуди....Но като главен редактор Гошкин имаше едно голямо предимство – той никога не се криеше зад висшестоящи органи, никога не флиртуваше, не размазваше, а беше откровен дори при най-неприятни положения. Същевременно беше суетен и обичаше жестовете.“
Носител на званията „заслужил деятел на културата“ (1963), народен деятел на изкуството (1974), герой на социалистическия труд (указ № 2494 от 20 септември 1982), 2 ордена „Георги Димитров“ и други.

## Книги
- Единство и дискусии, изд. „Български писател“, 1958
- Проблеми на художествената специфика, изд. „Български писател“, 1961
- Въпроси на философията, естетиката, критиката, изд. „Български писател“, 1962
- Логика е необходима, изд. „Наука и изкуство“, 1973
- Мирът не идва даром, изд. на ОФ, 1978